# Bisnode
 (mars 2013).
Bisnode est une société suédoise spécialisée dans la fourniture de services de marketing direct, d'analyse de données, de gestion de clientèle et de gestion du risque crédit. Bisnode est, entre autres, distributeur des services de Dun & Bradstreet pour une dizaine de pays européens.

Le groupe Bisnode emploie près de 3.000 personnes et appartient pour 70 % au fonds d'investissement suédois Ratos et pour 30% au groupe familial Bonnier.

## Organisation
Implanté dans 19 pays européens, le groupe Bisnode est organisé selon quatre zones géographiques. Le groupe étant le résultat de multiples acquisitions au fil des années, les régions présentent une typologie différente.
- La Région Nordique comprend la Norvège, la Suède, le Danemark, la Finlande, et l'Estonie.

Berceau historique du groupe, et région la plus importante, la zone Nordique emploie un peu plus de 1.000 employés et dispose de l'ensemble de la gamme des services de l'entreprise. Le nom Bisnode n'y est pas encore très connu, car l'entreprise fonctionne via plusieurs marques locales réputées telles qu'InfoTorg, PAR, DirektMedia…
- La Région DACH comprend l'Allemagne, la Suisse, et l'Autriche.

Avec près de 600 employés dans cette zone, Bisnode y fournit principalement des services de type B2B, principalement de type gestion du crédit et risque.
- La région BeNeFra comprend la Belgique, la France, et les Pays-Bas

Cette région résultant de l'acquisition par Bisnode de sociétés appartenant au groupe néerlandais Wegener, elle se caractérise par une spécialisation extrême dans les services de marketing telles que gestion de bases de données, de listes d'adresses, d'analyse de profil, et de services de gestion de campagnes digitales et offline. Un peu plus de 400 personnes sont employées au sein de la région BeNeFra.
- La région Central Europe comprend la Pologne, la République Tchèque, la Slovaquie, la Hongrie, la Slovénie, la Croatie et, depuis fin février 2013, la Bosnie-Herzégovine et la Serbie[6].

Spécialisée dans les services d'informations B2B et de gestion de crédits, la région emploie près de 400 personnes.

### Lien Externe
- (en) Site officiel